# Tristan Boyer
Tristan Boyer (* 21. April 2001 in Altadena) ist ein US-amerikanischer Tennisspieler.

## Karriere
Boyer spielte zwischen 2015 und 2019 auf der ITF Junior Tour. Bei sechs Teilnahmen an Grand-Slam-Turnieren kam er nie über die dritte Runde hinaus. Mit guten Resultaten bei anderen Turnieren erreichte er dennoch Platz 8 der Junior-Weltrangliste. Je drei Einzel- und Doppeltitel der Junioren gewann er. Von 2017 bis 2019 führte Boyer jeweils die Liste der am höchsten gerankten Tennistalente des Tennis Recruitment Network an.
Boyer studierte ab 2020 zwei Jahre an der Stanford University und war dort auch im College Tennis aktiv, bevor er sich 2022 entschied zum Profitennis zu wechseln.
Während seines Studiums hatte Boyer erste Turniere der Profis gespielt; der erste Erfolg war im September 2021 der Einzug in ein Future-Turnier-Endspiel der Kategorie M25. Damit stand er das erste Mal in den Top 900 der Weltrangliste. Mitte 2022 verletzte sich Boyer beim Training in Argentinien und kehrte erst sechs Monate später auf den Platz zurück. Anfang 2023 spielte er wieder Turniere. Im April des Jahres qualifizierte er sich das erste Mal für ein Turnier der ATP Challenger Tour und überstand auch die erste Hauptrunde. Er schlug im Turnierverlauf die ehemaligen Top-Spieler Lucas Pouille und Jack Sock. Bei seinem erst zweiten Challenger-Turnier in Savannah schritt Boyer zunächst durch die Qualifikation und dann durch bis ins Finale, wobei er nur gegen Calvin Hemery im Halbfinale einen Satz abgeben musste. Das Endspiel verlor er mit 3:6, 1:6 gegen den Argentinier Facundo Díaz Acosta. Sein Ranking verbesserte Boyer damit auf einen Platz in den Top 500, nachdem er am Jahresanfang noch ohne Platzierung gewesen war. Der zweite tiefe Lauf in ein Turnier gelang Boyer in Stanford, als er fünf Matches ohne Satzverlust gewann und mit Michael Mmoh das erste Mal einen Spieler der Top 100 der Welt bezwang. In der Runde der letzten Vier stoppte ihn sein Landsmann Emilio Nava. Wegen seiner Leistungen erhielt er für die Qualifikation der US Open eine Wildcard der Turnierverantwortlichen, schied dort allerdings zum Auftakt gegen Jesper de Jong aus. Mit einem weitere Finaleinzug beim Challenger im chilenischen Antofagasta, bei dem Camilo Ugo Carabelli siegreich blieb, schloss Boyer das Jahr auf Rang 268 ab.
Im Jahr 2024 startete Boyer bei fast allen Challengers wegen seines besseren Rankings direkt in der Hauptrunde. Im mexikanischen Mérida fuhr er in seinem dritten Challenger-Finale seinen ersten Titel. Im Finale, wo er mit Juan Pablo Ficovich erneut einem Argentinier gegenüberstand, setzte er sich mit 7:6, 6:2 durch, womit auch erstmals der Einzug unter die 250 besten Spieler der Welt gelang. Im September 2024 verlor Boyer gegen Learner Tien das Challenger-Finale von Las Vegas. Im Doppel schaffte Boyer in diesem Jahr ebenfalls erste Erfolge. In Las Vegas und Sarasota erreichte er seine ersten Challenger-Finals, von denen er letzteres mit Oliver Crawford auch für sich entschied. Bei den US Open erhielt Boyer für den Doppelwettbewerb eine Wildcard und gab so sein Debüt im Hauptfeld eines Majors. Mit seinem Partner Emilio Nava überraschten sie durch zwei Siege gegen die Doppelspezialisten Santiago González und Édouard Roger-Vasselin, die Neunter der Setzliste waren sowie Julian Cash und Robert Galloway, bevor sie gegen Neal Skupski und Michael Venus ausschieden. Er durchbrach damit die Schwelle der Top 200.

## Erfolge
| Legende (Anzahl der Siege) |
| Grand Slam                 |
| ATP Finals                 |
| ATP Tour Masters 1000      |
| ATP Tour 500               |
| ATP Tour 250               |
| ATP Challenger Tour (4)    |

### Einzel

#### Turniersiege
| Nr. | Datum             | Turnier    | Belag | Finalgegner         | Ergebnis      |
| --- | ----------------- | ---------- | ----- | ------------------- | ------------- |
| 1.  | 23. März 2024     | Mérida     | Sand  | Juan Pablo Ficovich | 7:66, 6:2     |
| 2.  | 20. Oktober 2024  | Campinas   | Sand  | Juan Pablo Ficovich | 6:2, 3:6, 6:3 |
| 3.  | 17. November 2024 | Montevideo | Sand  | Hugo Dellien        | 6:2, 6:4      |

### Doppel

#### Turniersiege
| Nr. | Datum          | Turnier  | Belag | Partner         | Finalgegner                 | Ergebnis |
| --- | -------------- | -------- | ----- | --------------- | --------------------------- | -------- |
| 1.  | 13. April 2024 | Sarasota | Sand  | Oliver Crawford | Ethan Quinn Tennys Sandgren | 6:4, 6:2 |